# 伪蒿柳
伪蒿柳（学名：Salix viminalis var. gmelinii）为杨柳科柳属下的一个变种。

## 扩展阅读
- 維基物種上的相關：伪蒿柳